# Barbara Scholkmann
Barbara Scholkmann (* 27. April 1941 in Heidenheim) ist eine deutsche Mittelalterarchäologin.

## Leben und Wirken
Barbara Scholkmann studierte nach einer Ausbildung zur Grund- und Hauptschullehrerin Geschichte, Germanistik, Politik und Vor- und Frühgeschichte in Tübingen, München und Würzburg. Nach dem Lehramtsstudium war sie von 1969 bis 1973 in verschiedenen Projekten der archäologischen Denkmalpflege als wissenschaftliche Mitarbeiterin beim damaligen Staatlichen Amt für Denkmalpflege Stuttgart, Referat Archäologie des Mittelalters unter Günter Fehring in Baden-Württemberg tätig. Unter anderem war sie an den Grabungen der Kirche St. Dionysius in Esslingen, an der Remigiuskirche in Nagold sowie an einer Stadtkerngrabung in Sindelfingen beteiligt. 1972 wurde sie bei Otto Meyer in Würzburg promoviert.
Nach mehrjähriger Tätigkeit als freiberufliche Archäologin (Geburt von zwei Kindern) arbeitete sie seit 1981 als wissenschaftliche Referentin beim Landesdenkmalamt Baden-Württemberg, Referat Archäologie des Mittelalters. Seit dem Wintersemester 1979/80 hatte sie Lehraufträge in Tübingen, Lund, Zürich und Arhus und seit 1988 auch eine Honorarprofessur an der Universität Tübingen.
1994 wurde sie Professorin für Archäologie des Mittelalters an der Universität Tübingen. 2007 wurde sie emeritiert. Im Tübinger Institut für Ur- und Frühgeschichte und Archäologie des Mittelalters konnte sie die Archäologie des Mittelalters verankern. Versuche, nach ihrer Pensionierung das Fach an der Universität Tübingen zu streichen, konnten abgewendet werden. Neben Studienmöglichkeiten in Bamberg und Halle ist – abgesehen von einzelnen Lehrveranstaltungen im Rahmen der prähistorischen Archäologie auch an anderen Universitäten wie etwa Freiburg – Tübingen eine der wenigen Universitäten, an denen die Archäologie des Mittelalters mit einem eigenen Curriculum vertreten ist.
Das räumliche Spektrum der bei Scholkmann gefertigten Abschlussarbeiten umfasste dementsprechend fast den gesamten deutschen Raum (und in Einzelfällen darüber hinaus) mit Themen vom frühen Mittelalter bis zur frühen Neuzeit.
Mit Grabungsprojekten in Südwestdeutschland, aber auch in Westfalen sicherte Scholkmann die praktische Ausbildung der Studierenden, während in Seminaren häufig ein Schwerpunkt auf die theoretischen Konzeptionen gelegt wurden.
Mit den Tübinger Forschungen zur historischen Archäologie und den Lehr- und Arbeitsmaterialien zur Archäologie des Mittelalters und der Neuzeit hat sie am Institut zwei Reihen verankert.
Barbara Scholkmann ist korrespondierendes Mitglied des Deutschen Archäologischen Instituts sowie Mitglied der Kommission für geschichtliche Landeskunde in Baden-Württemberg. 1999 erhielt sie den Forschungspreis der Jubiläumsstiftung der Schwedischen Reichsbank. 2007 wurde sie mit der Ehrendoktorwürde der Universität Lund ausgezeichnet. Von 2001 bis 2006 war sie zudem Prorektorin für Studium und Lehre an der Universität Tübingen.
Barbara Scholkmann war Gründungsmitglied der 1975 entstandenen Arbeitsgemeinschaft für Archäologie des Mittelalters bei den deutschen Verbänden für Altertumsforschung und als Vorsitzende seit 1990 wesentlich an deren organisatorischer und inhaltlicher Umstrukturierung zur 2001 erfolgten Überführung in einen Verein beteiligt, dessen Vorstand sie bis 2003 angehörte.
1997 wurde sie vom permanent committee der europäischen Fachkonferenz Medieval Europe mit der Vorbereitung und Durchführung des dritten Kongresses Medieval Europe beauftragt, der 2002 in Basel stattfand.
Sie hat zahlreiche Magisterarbeiten und Promotionen betreut und war als Gutachterin für deutsche und ausländische Forschungsförderungseinrichtungen tätig.

## Forschungsschwerpunkte
- Archäologie des christlichen Kults: frühe Kirchen, Stiftskirchen, Bestattungstopographie
- Glasproduktion
- Sachkultur: Keramik, Holz, Glas
- Stadtarchäologie: Sindelfingen, Tübingen
- Theorie und Methode der Archäologie des Mittelalters
- Landesgeschichte Südwestdeutschlands

Wichtig sind Scholkmanns Arbeiten zur mittelalterlichen Sachkultur, vor allem aber ihr Beitrag zur theoretischen Konzeption des Faches, dessen jüngste Definition auf Scholkmann zurückgeht. Dabei hat sie die Archäologie der Neuzeit in ihr Verständnis des Faches mit einem Forschungsprojekt in Mittelamerika (Panama-Stadt) auch aktiv einbezogen und die Interdisziplinarität als ein Kennzeichen des Faches ausgewiesen.

## Forschungsprojekte (Auswahl)
- Die Kreuzfahrerstadt Apollonia/Arsuv in Israel: Struktur-Kulturadaption-Stadt-Umlandbeziehungen (2012–2017)
- Die spanische Kolonialstadt Panamá la Vieja (DFG, 2002–2009 mit Rainer Schreg, A. Zeischka)
- Haus und Umwelt (DFG, mit Sönke Lorenz, M. Rösch)

## Barbara Scholkmann Nachwuchsförderpreis für Historische Archäologie
Im Jahr 2017 wurde von ihr der „Barbara Scholkmann Nachwuchsförderpreis für Historische Archäologie“ gestiftet. Mit ihm werden herausragende und innovative Arbeiten von Nachwuchswissenschaftlern und Nachwuchswissenschaftlerinnen auf dem Gebiet der Archäologie des Mittelalters und der Neuzeit ausgezeichnet, die einen erkennbaren Forschungsfortschritt angestoßen haben. Der Preis wird alle zwei Jahre ausgeschrieben und wurde 2018 zum ersten Mal an Matthias Friedrich vergeben. 2020 wurde der Preis geteilt und Fabian Brenker und Roland Filzwieser zuerkannt. Der 2022 erneut geteilte Promotionspreis ging an Katja Grüneberg-Wehner und Luisa Radohs. 2024 ging der Preis an den Archäologen Attila Dézsi.

## Publikationen (Auswahl)
- Sindelfingen – Obere Vorstadt. Eine Siedlung des hohen und späten Mittelalters (= Forschungen und Berichte Arch. Mittelalter Baden-Württemberg 3). Tübingen 1978 (= Dissertation).
- Burg Baldenstein. Das „Alte Schloß“ bei Gammertingen. Sigmaringen 1982, ISBN 3-7995-4038-5.
- mit Birgit Tuchen: Die Martinskirche in Pfullingen – Archäologie und Baugeschichte (= Materialhefte zur Archäologie in Baden-Württemberg 53). Konrad Theiss Verlag Stuttgart 1999, ISBN 978-3-8062-1479-6
- mit Günter P. Fehring, Peter Anstett: Die Stadtkirche St. Dionysius in Esslingen (= Forsch. u. Ber. Arch. Mittelalter Bad.-Württ. 13). Stuttgart 1995.
- Die archäologischen Artefakte. Fragestellungen, Ergebnisse und Zukunftsaufgaben der Erforschung. In: Günter P. Fehring, Walter Sage (Hrsg.): Mittelalterarchäologie in Zentraleuropa. Zum Wandel der Aufgaben und Zielsetzungen. 9, Bonn 1995, S. 63–74.
- Archäologie des Mittelalters und der Neuzeit in Mitteleuropa: Theorien – Methoden – Arbeitsfelder. Grundsatzüberlegungen zur Lage des Fachs. In: Zeitschr. Arch. Mittelalter. 25/26, 1997/98, S. 3–6.
- Normbildung und Normveränderung im Grabbrauch des Mittelalters – Die Bestattungen in Kirchen. In: D. Ruhe, K.-H. Spieß (Hrsg.): Prozesse der Normbildung und Normveränderung im mittelalterlichen Europa. Stuttgart 2000, ISBN 3-515-07503-8, S. 93–117.
- mit Sönke Lorenz (Hrsg.): Schwaben vor 1000 Jahren. Filderstadt 2002, ISBN 3-935129-03-3.
- mit H. Kenzler, Rainer Schreg (Hrsg.): Archäologie des Mittelalters und der Neuzeit. Grundwissen. WBG, Darmstadt 2017, ISBN 978-3-534-26811-5.
- Das Mittelalter im Fokus der Archäologie. Archäologie in Deutschland. Sonderheft Plus 2009 (Darmstadt 2009).
- mit Sören Frommer, C. Vossler u. a. (Hrsg.): Zwischen Tradition und Wandel. Archäologie des 15. und 16. Jahrhunderts (= Tübinger Forschungen zur historischen Archäologie, Bd. 3). Faustus, Büchenbach 2009, ISBN 978-3-933474-56-8.
- mit Rainer Schreg, A. Zeischka-Kenzler (Hrsg.): A Step to a global world. Historical archaeology in Panamà (= BAR International series 2742). Oxford 2015.

## Festschriften
- Jochem Pfrommer, Rainer Schreg (Hrsg.): Zwischen den Zeiten. Archäologische Beiträge zur Geschichte des Mittelalters in Mitteleuropa. Festschrift Barbara Scholkmann. Leidorf, Rahden/Westfalen 2001, ISBN 3-89646-395-0 (= Internationale Archäologie – Studia honoraria. 15). Mit Schriftverzeichnis bis 2001.
- Dorothee Ade u. a. (Hrsg.): Sachgeschichte(n). Beiträge zu einer interdisziplinär verstandenen Archäologie des Mittelalters und der Neuzeit. Festschrift für Barbara Scholkmann zu ihrem 80. Geburtstag. Tübingen Library Publishing, Tübingen 2022, ISBN 978-3-946552-46-8.